# Копылово (городской округ город Томск)
Копылово — посёлок при станции (официально тип населённого пункта — железнодорожный разъезд) в составе Октябрьского района городского округа город Томск.

## История
Копылово до 12 ноября 2004 года находилось в составе Светленского сельского округа Томского района Томской области. С 1 апреля 2005 года присоединён к территории Октябрьского района вместе с поселком Светлый, деревней Киргизка.

## География
Копылово находится на административной границе Томска и Томского района. На северо-востоке находится Копыловское сельское поселение и его административный центр посёлок Копылово.

## Население
| 2002 | 2010 | 2012 | 2013 | 2014 | 2015 | 2021 |
| ---- | ---- | ---- | ---- | ---- | ---- | ---- |
| 146  | ↗167 | ↘141 | ↘132 | ↘128 | ↗131 | ↗217 |

## Инфраструктура
Путевое хозяйство станции Копылово. Садоводство.
Дети учатся в МАОУ СОШ № 22 г. Томска

## Транспорт
Автомобильный и железнодорожный транспорт.
Остановки автобусов Копыловский поворот, СНТ Восход-2.